# Kruchaweczka piaskowa

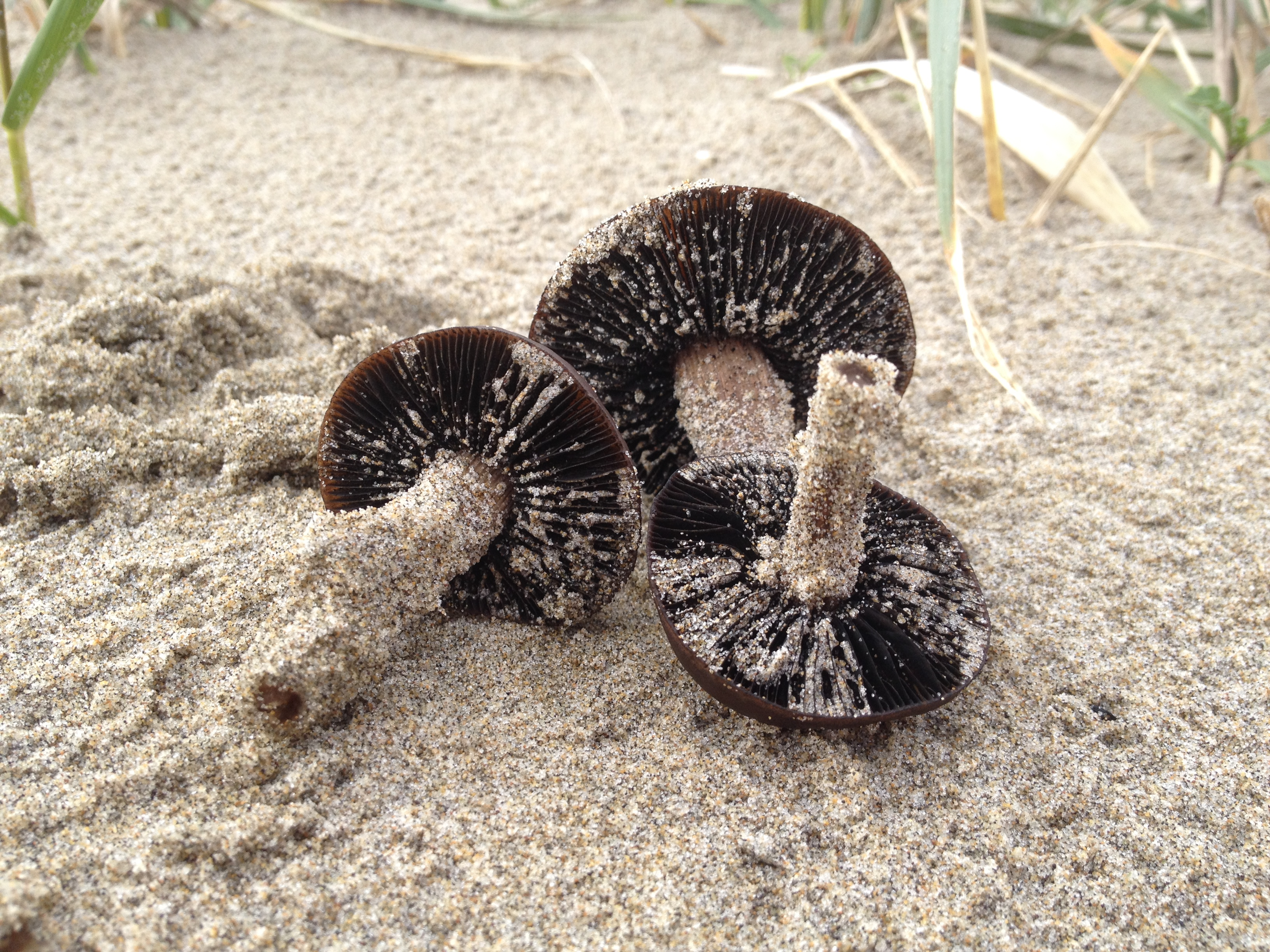

Kruchaweczka piaskowa (Psathyrella ammophila (Durieu & Lév.) P.D. Orton) – gatunek grzybów należący do rodziny kruchaweczkowatych (Psathyrellaceae).

## Systematyka i nazewnictwo
Pozycja w klasyfikacji według Index Fungorum: Psathyrella, Psathyrellaceae, Agaricales, Agaricomycetidae, Agaricomycetes, Agaricomycotina, Basidiomycota, Fungi.
Po raz pierwszy opisali go w 1846 r. Michel Charles Durieu de Maisonneuve i Joseph-Henri Léveillé nadając mu nazwę Agaricus ammophilus. Obecną, uznaną przez Index Fungorum nazwę nadał Peter Darbishire Orton w 1960 r.
Synonimy:
- Agaricus ammophilus Durieu & Lév. 1846
- Deconica ammophila (Durieu & Lév.) Morgan 1907
- Drosophila ammophila (Durieu & Lév.) Kühner & Romagn. 1953
- Drosophila fatua var. ammophila (Durieu & Lév.) Quél. 1886
- Psathyra ammophila (Durieu & Lév.) Quél. 1880
- Psathyrella ammophila f. ecaudata (Maire) Bon 1988
- Psathyrella ammophila f. marginata Bon 1988
- Psilocybe ammophila (Durieu & Lév.) Gillet 1878
- Psilocybe ammophila var. ecaudata Maire 1908

Polską nazwę zaproponował Władysław Wojewoda w 2003 r.

## Morfologia
Kapelusz
Średnica 3–5 cm, wysokość 3–4 mm, początkowo dzwonkowaty, potem spłaszczony. Brzeg nie prążkowany. Powierzchnia gładka, często pokryta ziarnkami piasku, bladobrązowa, jasnobrązowa lub średnio brązowa, jaśniejsza przy suchej pogodzie, ale zwykle czerniejąca.
Trzon
Wysokość 3 do 7 cm ponad piaskiem, ale zwykle dalsze 2 do 4 cm zakopane w piasku, średnica od 2 do 5 mm. Powierzchnia początkowo biaława, z wiekiem brązowiejąca; podobnie jak w przypadku innych kruchaweczek. Brak pierścienia.
Blaszki
Wolne, dość gęste, ciemno brązowe i przechodzące w czekoladowy brąz, podczas suchej pogody bardzo ciemnobrązowe, prawie czarne.
Wysyp zarodników:
Bardzo ciemnobrązowy (prawie czarny, ale z lekkim czerwonym odcieniem. Zarodniki elipsoidalne, gładkie, 10–11 × 6–7 µm z dużymi porami kiełkowymi.

## Występowanie
Znane jest występowanie Psathyrella ammophila w Ameryce Północnej, Europie, Azji, Australii i Nowej Zelandii. Władysław Wojewoda w swoim zestawieniu grzybów wielkoowocnikowych Polski w 2003 r. podaje 3 jego stanowiska (1936, 1951 i 1966 r.). Wiele nowych stanowisk tego gatunku znajduje się w internetowym atlasie grzybów. Jest rzadki. Znajduje się na Czerwonej liście roślin i grzybów Polski. Ma status E – gatunek zagrożony wymarciem, którego przeżycie jest mało prawdopodobne, jeśli nadal będą działać czynniki zagrożenia
Saprotrof. Występuje w piasku na plażach i wydmach.